# HD163555
HD163555 — хімічно пекулярна зоря спектрального класу
B8 й має видиму зоряну величину в смузі V приблизно  7,6.

## Пекулярний хімічний склад
Зоряна атмосфера HD163555 має підвищений вміст 
Si
.